# Contea di Helan
La contea di Helan (贺兰县S, Hèlán XiànP) è una contea della Cina, situata nella regione autonoma di Ningxia e amministrata dalla prefettura di Yinchuan.